# Yauyupe
Yauyupe est une municipalité du Honduras, située dans le département de El Paraíso. Elle est fondée en 1875. La municipalité de Yauyupe comprend 3 villages et 34 hameaux.

## Crédit d'auteurs
- (en) Cet article est partiellement ou en totalité issu de l’article de Wikipédia en anglais intitulé « Yauyupe » (voir la liste des auteurs).